# Roberto Chiappa
Roberto Chiappa (Terni, Úmbria, 11 de setembre de 1973) va ser un ciclista italià especialista en pista. Va aconseguir dues medalles als Campionats del món en tàndem fent parella amb Federico Paris.Guanyador de nombrosos campionats nacionals, va participar en quatre edicions del Jocs Olímpics.

## Palmarès
- 1991
  -  Campió del món júnior en Velocitat
- 1992
  -  Campió d'Itàlia en Velocitat
- 1993
  -  Campió del món en Tàndem (amb Federico Paris)
  -  Campió d'Itàlia en Velocitat
  - 1r al Gran Premi de Copenhaguen
- 1994
  -  Campió d'Itàlia en Velocitat
- 1995
  -  Campió d'Itàlia en Velocitat
- 1996
  -  Campió d'Itàlia en Velocitat
- 1997
  -  Campió d'Itàlia en Velocitat
- 1998
  -  Campió d'Itàlia en Velocitat
- 1999
  -  Campió d'Itàlia en Velocitat
- 2000
  -  Campió d'Itàlia en Velocitat
- 2001
  -  Campió d'Itàlia en Velocitat
- 2002
  -  Campió d'Itàlia en Velocitat
- 2003
  -  Campió d'Itàlia en Velocitat
  -  Campió d'Itàlia en Keirin
- 2004
  -  Campió d'Itàlia en Velocitat
  -  Campió d'Itàlia en Keirin
- 2005
  -  Campió d'Itàlia en Velocitat
  -  Campió d'Itàlia en Velocitat per equips
  -  Campió d'Itàlia en Keirin
- 2006
  -  Campió d'Itàlia en Velocitat
  -  Campió d'Itàlia en Velocitat per equips
  -  Campió d'Itàlia en Keirin
- 2007
  -  Campió d'Itàlia en Velocitat
  -  Campió d'Itàlia en Velocitat per equips
  -  Campió d'Itàlia en Keirin
- 2008
  -  Campió d'Itàlia en Velocitat
  -  Campió d'Itàlia en Velocitat per equips
  -  Campió d'Itàlia en Keirin
- 2009
  -  Campió d'Itàlia en Velocitat
  -  Campió d'Itàlia en Keirin
- 2010
  -  Campió d'Itàlia en Velocitat
  -  Campió d'Itàlia en Velocitat per equips

### Resultats a laCopa del Món en pista
- 1998
  - 1r a Hyères, en Keirin
- 1999
  - 1r a la Classificació general i a les prova de Ciutat de Mèxic, en Keirin
  - 1r a Fiorenzuola d'Arda, en Velocitat
- 2000
  - 1r a la Classificació general i a les prova de Ciutat de Mèxic, en Keirin
- 2001
  - 1r a la Classificació general i a les proves de Szczecin i Ciutat de Mèxic, en Velocitat
- 2007-2008
  - 1r a Los Angeles, en Keirin